# Talent Team Papendal Arnhem (femminile)
Il Talent Team Papendal Arnhem è una società pallavolistica femminile olandese, con sede ad Arnhem: milita nel campionato di Eredivisie.

## Storia
Il Talent Team Papendal Arnhem viene fondato nel 2013 dalla federazione pallavolistica olandese, con l'intento di creare un club specializzato nell'attività giovanile. Il club accoglie atlete dai quattordici ai diciotto anni, curandone l'educazione scolastica e offrendo loro strutture all'avanguardia, oltre a un team di nutrizionisti, fisioterapisti e lifestyle coach, preparandole alla carriera professionistica. Fin dalla sua fondazione, partecipa alla Eredivisie.

## Rosa 2021-2022
| N° | Nome                | Ruolo | Data di nascita   | Nazionalità sportiva |
| -- | ------------------- | ----- | ----------------- | -------------------- |
| 1  | Noa de Vos          | O     | 24 aprile 2004    | Paesi Bassi          |
| 2  | Romy Brokking       | L     | 16 febbraio 2002  | Paesi Bassi          |
| 3  | Nicole van de Vosse | O     | 16 giugno 2004    | Paesi Bassi          |
| 4  | Hyke Lyklema        | P     | 14 ottobre 2002   | Paesi Bassi          |
| 6  | Iris Vos            | S     | 15 ottobre 2002   | Paesi Bassi          |
| 7  | Demi Korevaar       | C     | 9 agosto 2000     | Paesi Bassi          |
| 8  | Fleur Savelkoel     | S     | 22 agosto 1995    | Paesi Bassi          |
| 9  | Britte Stuut        | C     | 11 gennaio 2003   | Paesi Bassi          |
| 10 | Kim Klein Lankhorst | P     | 5 luglio 2002     | Paesi Bassi          |
| 11 | Elles Dambrink      | O     | 22 giugno 2003    | Paesi Bassi          |
| 12 | Pleun van der Pijl  | S     | 11 gennaio 2003   | Paesi Bassi          |
| 14 | Myrthe Schoot       | L     | 29 agosto 1988    | Paesi Bassi          |
| 16 | Famke Boonstra      | S     | 23 settembre 2001 | Paesi Bassi          |